# 9839 Crabbegat
9839 Crabbegat este un asteroid din centura principală de asteroizi.

## Descriere
9839 Crabbegat este un asteroid din centura principală de asteroizi. A fost descoperit pe 11 februarie 1988 la Observatorul La Silla de Eric Walter Elst. El prezintă o orbită caracterizată de o semiaxă mare de 2,47 ua, o excentricitate de 0,11 și o înclinație de 3,0° în raport cu ecliptica.